# أحمد السقاف
أحمد محمّد السَّقَّاف (1 يناير 1919 - 14 أغسطس 2010) شاعر كويتي. ولد في جنوب الجزيرة العربية. درسٓ دراسة عربية ودينية وحصل على إجازة تدريس اللغة العربية كما درس في كليّة الحقوق. عُيّن مدرّسًا، ثم مديرًا ثم وكيلًا لوزراة الإعلام، ثمّ عضوًا منتدبًا للهيئة العامة للجنوب والخليج العربي في وزارة الخارجية. يعد أحد أهم رواد النهضة الفكرية في الكويت في القرن العشرين. أنشأ ندوة منتقلة مرّة كُل خميس في ديوانيّة أحد الفضلاء. أصدر عام 1948 مجلة كاظمة وفي عام 1952 تولّى رئاسة تحرير مجلة الإيمان.

## إسهاماته الثقافية
يوم كان مدّرساً في المدرسة الشرقية عام 1944 أقام ندوة أدبية في منزله، ثم صارت الندوة متنقلة تعقد مساء كل خميس في ديوانية أحد الفضلاء حتى توقفت صيف 1946. وفي 1948 أنشأ مع عبد الحميد الصانع أول مجلة أدبية ثقافية عامة تصدر وتطبع في الكويت، هي مجلة كاظمة التي توقفت عام 1949 لأسباب خارجة عن إرادته وعُين ناظراً للمدرسة الشرقية بضع سنين عُرف خلالها بالحزم. في خريف عام 1956 نقلت خدماته إلى دائرة المطبوعات والنشر فأشرف على مطابع الحكومة ودرّب عدداً من الشباب الكويتيين. وفي ديسمبر 1957 كلفه الشيخ صباح الأحمد رئيس دائرة المطبوعات يومذاك بالسفر إلى بعض الأقطار العربية للتعاقد مع من يقع عليهم اختياره لإصدار مجلة ثقافية ضخمة فتعاقد في مصر مع الدكتور أحمد زكي عاكف وبعض المحررين والفنيين، وقدموا في مطلع 1958 وصدرت مجلة العربي في العام ذاته.
يذكر أن طبع مجلة العربي أوجب تطوير المطبعة. كان لا بدّ من إمكانات كبيرة لطباعة المجلة الضخمة فأصدر رئيس دائرة المطبوعات آنذاك الشيخ صباح الأحمد الجابر الصباح تكليفه لأحمد السقاف السفر إلى ألمانيا، لحضور معرض الطباعة في دسلدورف في مطلع مايو 1958، فغادر السقاف إلى ألمانيا يرافقه خبير الطباعة السيد بيبوس، وعاد من المهمة بكل ما تحتاج إليه المطبعة. أما النقلة الممتازة والرائعة في الوقت ذاته فهي مفاجأة الشباب الكويتي بتعيينهم رؤساء أقسام في المطبعة وتعيين إدارة جديدة للمطبعة من هؤلاء الشباب، وكانوا مبتهجين في مواقعهم الجديدة. عني الشاعر أحمد السقاف كذلك بطبع المخطوطات القيّمة بالتعاون مع معهد المخطوطات التابع لجامعة الدول العربية. ومن أهم ما أنجز المعجم الضخم تاج العروس وحين توقف طبعُ هذا المعجم اتصل السقاف بمن حل مكانه في وزارة الإرشاد والأنباء سعدون الجاسم وعملا معاً على الطباعة حتى أنجز المشروع.

## السقاف والسياسة
خاض السقاف ميدان العمل السياسي فعين عام 1962 وكيلاً لوزارة الإرشاد والأنباء (الإعلام حالياً)، وفي 1965 نُقِلت خدماته إلى الهيئة العامة للجنوب والخليج العربي بدرجة سفير، وهي هيئة مستقلة مرتبطة بوزير الخارجية، مهمتها بناء المدارس والمستشفيات والمستوصفات والكليات في اليمنَيْن الشمالي والجنوبي (قبل الوحدة) وفي الإمارات أيضاً قبل أن تتحد، وكانت الهيئة معنية بالبحرين وجنوب السودان أيضًا، وكانت إنجازاته في هذه البلدان محل إعجاب وتقدير من حكوماتها وشعوبها، بذلك يكون السقاف أحد الشهود على النهضة الثقافية في الكويت وأبرز مؤسسيها، وهو عضو رابطة الأدباء وكان أمينها العام حتى ربيع 1984 وتولّى رئاسة وفدها إلى المؤتمرات الأدبية لمدة تزيد على عشر سنين. قبل ذلك انخرط في في سلك التعليم وعين عام 1944 مدرساً للغة العربية في مدرسة المباركية ثم انتقل إلى المدرسة الشرقية وعين ناظراً لها صيف 1950.

## تعليمه
درس في الدين واللغة العربية وحصل على إجازة تدريس اللغة العربية، كما درس في كلية الحقوق.

## مسيرته المهنية
- عُين مدرسا في أكبر مدرسة في الكويت في عام 1944، فمديرًا لها.
- تم تعيينه وكيلاً لوزارة الإعلام عام 1962.
- تم تعيينه عضواً منتدباً للهيئة العامة للجنوب والخليج العربي في وزارة الخارجية عام 1965، وتقاعد عام 1995.
- عضو (رابطة الأدباء الكويتية) والأمين العام لها منذ عام 1973 حتى 1984، ورئيس وفدها إلى المؤتمرات الأدبية لمدة تزيد على العشر سنوات.
- كلف بالسفر للتعاقد مع من يقع عليهم الاختيار لإصدار مجلة ثقافية في الكويت، فسافر في ديسمبر 1957 إلى بعض الأقطار العربية، وفي (مصر) تعاقد مع الدكتور أحمد زكي وبعض الفنيين والمحررين فأصدروا في ديسمبر 1958 (مجلة العربي).

## مؤلفاته
- المقتضب في معرفة لغة العرب.
- أنا عائد من جنوب الجزيرة العربية.
- الأوراق في شعراء الديارات النصرائية.
- حكايات من الوطن العربي الكبير.
- تطور الوعي القومي في الكويت، صدر في عام 1982.
- العنصرية الصهيونية في التوراة 1984.
- شعر أحمد السقاف.
- قطوف دانية... عشرون شاعراً جاهلياً ومخضرماً 1995.
- أحلى القطوف... عشرون شاعراً أموياً ومخضرماً 1996.
- الطرف في الملح والنوادر والأخبار والأشعار 1996.
- أحاديث في العروبة والقومية 1997.
- أغلى القطوف... عشرون شاعراً عباسياً 2000.

## إسهاماته الأدبية
- أصدر أول مجلة تصدر وتطبع في الكويت وهي (مجلة كاظمة) في عام 1948.
- تولى رئاسة تحرير مجلة عام 1952.
- أنشأ مع رفاقه (النادي الثقافي القومي) عام 1952.
- شارك في المجلس الوطني للثقافة والفنون والآداب من عام 1972 - 1976.

## قصائده المغناة
غنت له نجاة الصغيرة قصيدة «أعد الحقيبة» وغنت له نور الهدى قصيدة «يا ظالمي» وغنى له محمد مرشد ناجي قصيدة «اللقاء العظيم» وقصيدة «لك الله ياقلب».

## كتب عنه
- «أحمد السقاف..القابض على جمر الإبداع» تأليف الدكتور أحمد بكري عصله.[5]

## قيل عنه
يقول الدكتور محمد حسن عبد الله من كتابات السقاف وأسلوبه اللغوي: " لسنا في حاجة إلى أن ننبه إلى اللغة النقية الصافية التي كتب بها السقاف مقالته، فهذا الأسلوب السهل الممتنع لا يستطيعه إلا أديب قدير ملك قلمه وسيطر على لغته، كلماته على قدر معانيه، وعاطفته القومية الجياشة يحكمها ويشذبها بتحليله ورصده لأطوار التاريخ العربي فالمقالة برغم ما فيها من حزن وثورة وتنديد بالمتواكلين ظلت في مستوى الفكرة والقضية من حيث يجب أن يسيطر العقل وان يبدأ العمل من جديد.
أسلوب السقاف أخذ من القدماء ما لا يجب التفريط فيه وما لا يستغني الأديب عنه، الصحة اللغوية والدقة في التعبير عن الفكرة واستقامة الجمل وترابطها بحيث تأخذ القارئ على صفحاتها المنسابة من البداية حتى تسلمه إلى النهاية، كما أخذ من أساليب المحدثين أطيب ما عندهم فهو بعيد عن التعقيد والتغني بالأغراب وشطحات الفكر أو الخيال ملتزم لوحدة الموضوع في المقالة الواحدة، يمضي مع فكرته حتى يجلوها من شتى جوانبها، ويكشف عن موقف أصيل، ويخاطب قارئه من مستوى العقل والعاطفة معا، ويكتب إليه من موقف المتحدث الملاصق، لا المستعلي الذي يتباهى بمعرفته، ولا الخطيب الذي تفصلك عنه بضعة أمتار ويزعق في وجهك كأنما أنت في سفح جبل يعتلي قمته، هذا الأسلوب يستمد من انسياقه من وحدة الفكرة، ثم ترتيب جزئياتها، ومن عدم العبث باللغة، فهي تستخدم في حدود ما يتطلب الموقف من حجج العقل وإثارة الوجدان بقدر من التوازن والتمازج رائع حققه هذا المقال، كما تحقق في كثير غيره.
يبث في شعره أجمل معاني القيم الإنسانية الروحية ويعبر عن شخصيته الطموحة المتطلعة إلى حياة الاستقلال والتقدم والحرية، ويتميز شعره بالحماسة الثورية والأمل في أن تحرز أمته مزيدا من الحرية والتقدم.
قضية السقاف: في فكره وشعره هي قضايا أمته العربية، لذا غالبا ما تدور قصائده حول هموم القضايا العربية كالثورة الفلسطينية وثورة الجزائر وثورة اليمن وثورة يوليو المصرية.
كتب القصيدة الكلاسيكية العمودية بمعان متجددة نابضة بالحس الشعوري الفياض دون تقيد ولا جمود كما لم يقف عند الشكل العمودي فقط بل أبدع في شعر التفعيلة في كثير من أعماله.
وقال الفيلسوف الفرنسي جان جيتون عن السقاف في كتابه «همسات الروح»  :
«ساهم السقاف بشكل كبير في نشر الثقافة والمعرفة ليس في الكويت فحسب وإنما في الأقطار العربية، من خلال مركزه في دائرة المطبوعات والنشر، قبل استقلال الكويت، وفي وزارة الإرشاد والأنباء بعد الاستقلال حين عين وكيلا للوزارة. ففي ديسمبر 1957 قر الرأي على إصدار مجلة شهرية ثقافية ضخمة تقدم إلى جميع القراء العرب في سائر أقطارهم. وصدر التكليف من رئيس دائرة المطبوعات والنشر الشيخ صباح الاحمد الجابر الصباح لاحمد السقاف بالسفر إلى الأقطار العربية للتعاقد مع من يختارهم لهذه المهمة وتم ذلك. وفي مصر وجد احمد السقاف من يبحث عنهم وكان في مقدمهم الدكتور احمد زكي».